# Tristan (Bastard von Beaufort)

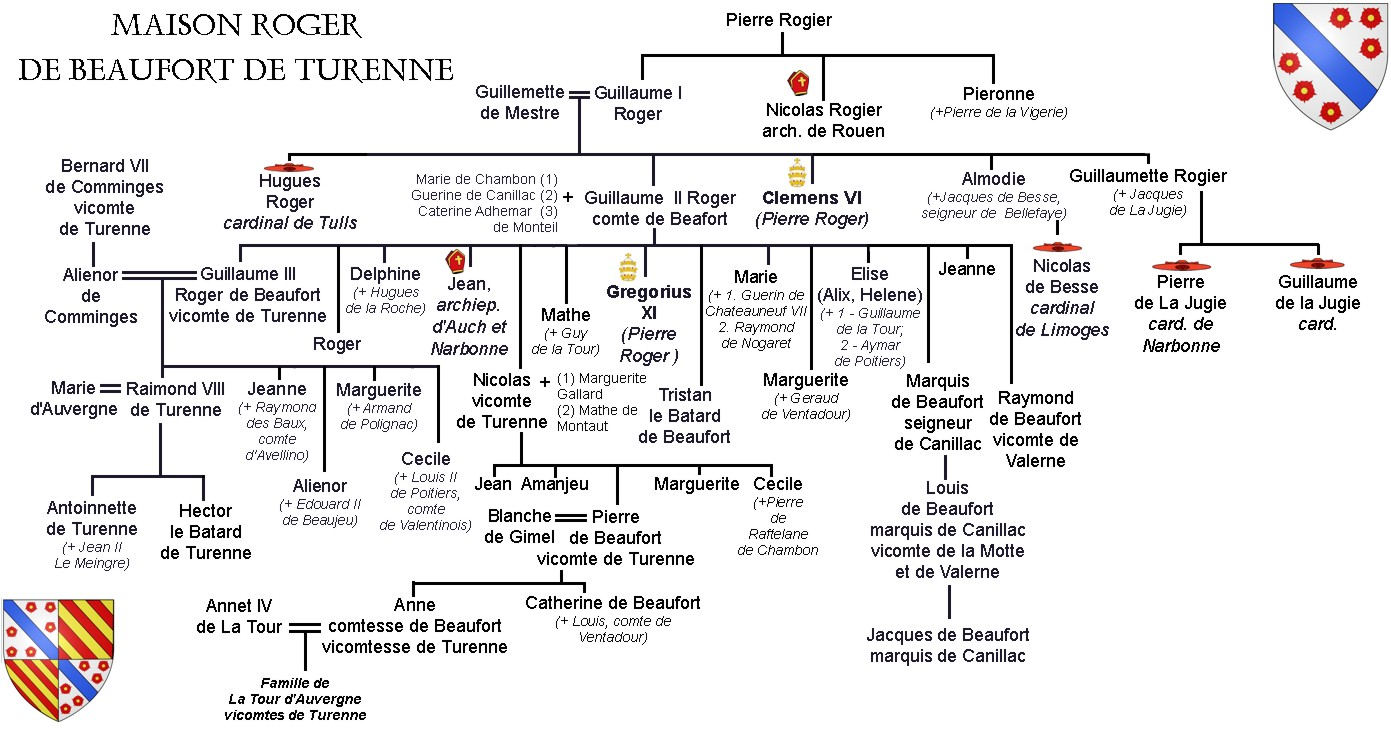

Tristan, le Bâtard de Beaufort (* um 1335; † 1395) war ein französischer Ritter, päpstlicher Kapitän, unehelicher Sohn von Guillaume II. Roger, Comte de Beaufort, Halbbruder von Papst Gregor XI. und Onkel von Raimond de Turenne.

## Leben

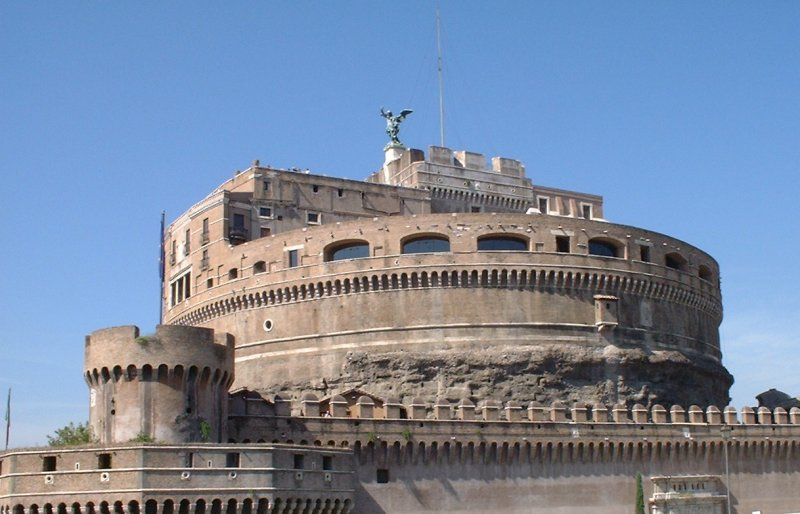
Die Engelsburg, die von päpstlichen Truppen aus Avignon von Mai 1378 bis Juli 1379 gehalten wurde

Tristan lebte bis in die späten 1370er Jahre im Schatten seines Vaters. Er wohnte entweder in Beaufort-en-Vallée, Alès oder Cornillon.

### Der Leutnant Raymond de Turennes
Er trat erst im September 1376 auf, als Gregor XI. Avignon verließ, um sich in Rom niederzulassen. Tristan war damals einer der Leutnants seines Neffen Raimond de Turenne, der die päpstlichen Truppen befehligte. Im Mai 1378 besetzten und verteidigten Tristan und sein Schwager Hugues de la Roche auf Anordnung des päpstlichen Hauptmanns die Engelsburg. Mit anderen Getreuen des Vicomte widersetzten sie sich bis Juli 1379 der Blockade durch die Männer Urbans VI.

### Im Dienst des Vicomte de Valernes
Nach dem Tod des Grafen von Beaufort im Jahre 1380 gab ihm sein Halbbruder Guillaume III. Roger de Beaufort, Vicomte de Turenne, den Auftrag, sich um dessen Sohn, Raimond de Beaufort, Vicomte de Valernes, zu kümmern, der gerade 16 Jahre alt war.
Auf dieser Basis hat er am 8. Juni 1385 den Vicomte begleitet, um Marie de Blois, der Regentin der Grafschaft Provence, und ihrem Sohn Louis II. d’Anjou zu huldigen.
Zwei Jahre später, am 2. Februar 1387, schickte der Vicomte von Turenne Tristan nach Apt, um die Interessen seines Schützlings Raimond bei Marie de Blois zu vertreten. Das Ergebnis ließ nicht lange auf sich warten. Am 10. August 1387 beschlagnahmte die Regentin Raimond de Turennes Festung Saint-Rémy-de-Provence. Der wütende Vicomte antwortete mit Waffengewalt.

### Tristan und Raymond de Turenne plündern die Valdaine…
Um Öl ins Feuer zu gießen, überzeugte Papst Clemens VII. im Herbst 1388 Louis II. de Poitiers-Valentinois, Hand an die Besitztümer von Alix Roger de Beaufort, genannt la Major, zu legen. Sie war die Tante von Raimond de Turenne, es war dann aber Tristan, der es müde war, die nourrice sèche (eine Amme, die nach dem Abstillen der Kinder weiter in der Familie bleibt) zu geben, seiner Schwester zur Seite trat, um ihre Interessen „manu militari“ zu verteidigen.
Der Papst von Avignon, der den Krieg wollte, hatte ab dem 10. Januar 1389 seine Truppen in Valence zusammengezogen, die er im Genevois, in Savoyen und der Dauphiné rekrutiert hatte. Raymond de Turenne hielt es für notwendig und nützlich, seine Heiligkeit wissen zu lassen, dass er es wenig schätze, wenn dieser es wagte, sich in seine Familienangelegenheiten einzumischen, und dass es höchste Zeit sei, sich ausschließlich um die seiner Kirche zu kümmern. Mit seinem Onkel Tristan drang er in die Valdaine ein, erstürmte Châteauneuf-de-Mazenc, Savasse und die Maut von Leyne. An der Spitze ihrer Lanzen setzten Raimond und Tristan Rochefort-en-Valdaine, La Roche-Saint-Secret, Félines-sur-Rimandoule, Bourdeaux, Cléon-d’Andran und Saint-Gervais-sur-Roubion unter Feuer und Blut.
Onkel und Neffen griffen anschließend die Abtei Sainte-Anne in Bonlieu-sur-Roubion an, die Grablege der Familie Poitiers, der Grafen von Valentinois, die geplündert und zerstört wurde. Zwischen Allan und Montélimar befanden sich die Saintes Fontaines von Bondonneau. Dort starb der alte Einsiedler Jérôme, nachdem er vom Schwert des Bâtard durchbohrt worden war. In Ancône angekommen, gab Raimond de Turenne den Befehl, in die Gebiete der Kirche zu ziehen und dort zu kämpfen.

### … und das Comtat Venaissin
Im Vorbeiziehen versuchten seine Männer, Pierrelatte, ein päpstliches Lehen, in Besitz zu nehmen. Aber die Stadt verteidigte sich gut. Sie gingen dann nach Visan hinunter, das erobert und besetzt wurde. Auf dem Territorium von Richerenches wurden die Kastelle Bourboton und Montaigu, Lehen von Dieudonne d’Estaing, Bischof von Saint-Paul-les-Trois-Châteaux, zerstört. In Valréas erlitt das Franziskanerkloster auf persönliche Anordnung von Tristan dasselbe Schicksal.

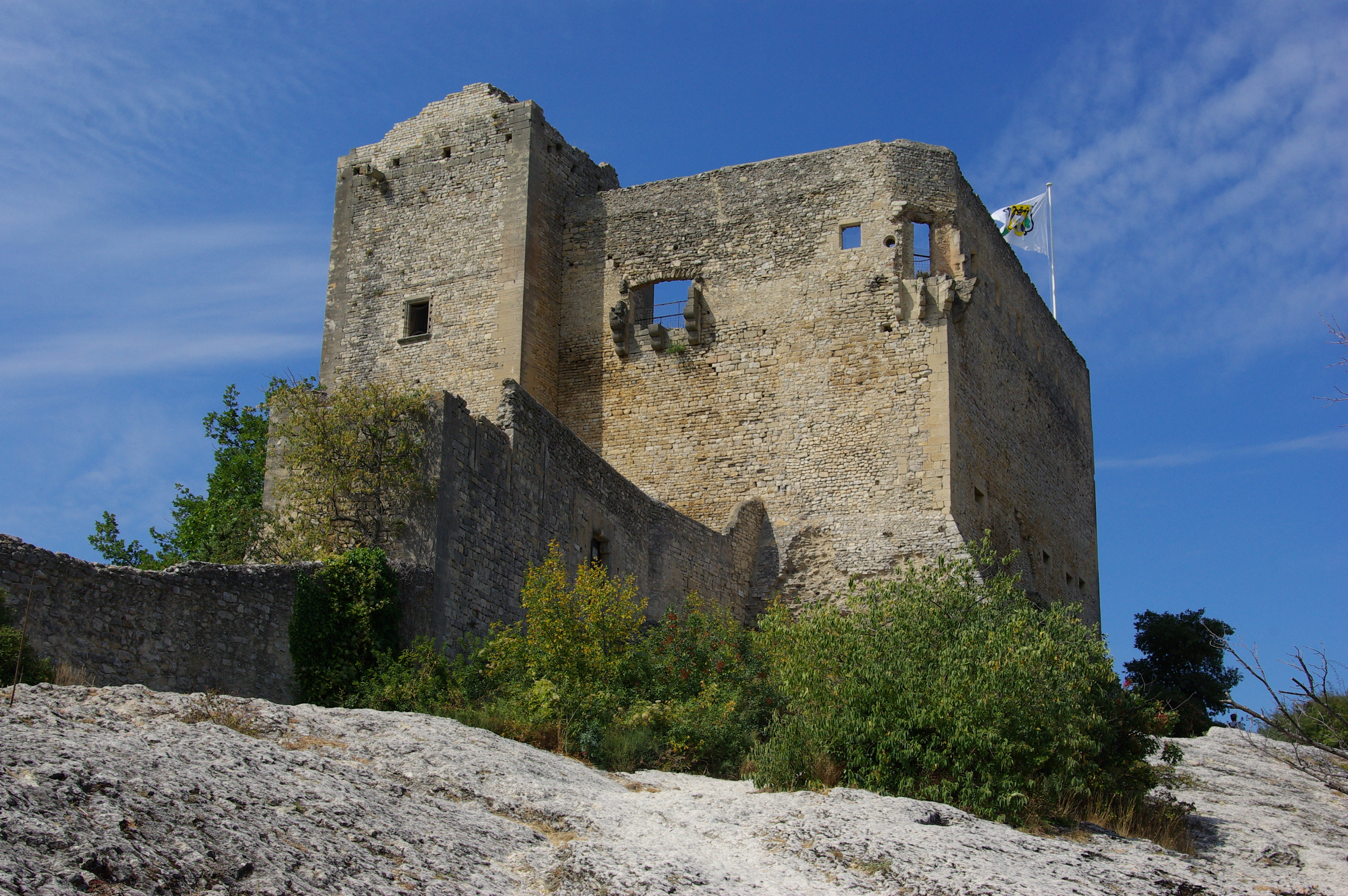
Die Burgruine in Vaison-la-Romaine

Turenne und der Bâtard wandten sich dann gegen Vaison-la-Romaine, das sie verwüsteten. Dann wurde in der Nähe von Séguret das Dorf Aubusson endgültig zerstört. Die Kirche Saint-Nazaire in Beaumes-de-Venise blieb für immer ruiniert. Im Süden des Comtats griff der Vicomte de Turenne Ménerbes und dann Oppède an, Lehen seines ehemaligen Leutnants Bernardon de la Salle. Der Überfall endete schließlich bei Roquemartine, wo Etienne Augier, genannt Ferragut, und seine „Tuniques Blanches“ lagerten. Ursprünglich aus Saint-André-de-Roquepertuis im Cèze-Tal, war der Chef der Tuchiner ein alter Bekannter des Bâtards. Raymond de Turenne verbündete sich mit ihm und installierte seine Truppen in der Festung.
Die Gewalt der Antwort von Onkel und Neffe zwangen Clemens VII. zum Handeln. Sein Bruder Peter, Graf von Genf, und Garin VIII., Baron d’Apcher, Raimonds Vetter, unterzeichneten am 20. Februar 1389 in Les Baux-de-Provence einen Waffenstillstand. Raymond de Turenne, der ein sicheres Geleit nach Avignon erlangt hatte, bestimmte, dass fortan Châteauneuf-de-Mazenc, Savasse und der Tribut von Leyne unter der Aufsicht von Tristan stehen würden. Zufrieden kehrte er auf seine Lehen im Languedoc zurück.

### Die Le-Caire-Affäre
Am 20. Juni 1391 bemächtige sich Tristan der Burg von Le Caire in der Haute-Provence, in der Nähe von La Motte, einem Lehen seines Neffen, des Vicomte de Valerne. Er tat dies mit der Unterstützung von Raybaudet de Rémuzat, Miteigentümer des Ortes, der seinen Coseigneur ermordet hatte.
Am 28. August, bei einer Ständeversammlung der Bailliage, wo die Vizegrafen von Valernes und Tallard vertreten waren, bestand der Rat der Stadt Sisteron darauf, die Festung freizugeben und die Belagerung aufzuheben. Anfang September teilte der Bâtard seinen Leutnants mit, dass er für die Räumung des Schlosses 1.000 Florin forderte.
Diese kleinere militärische Episode führte zu zwei wichtigen Verträgen. Am 22. September begannen Gespräche zwischen Raimond de Turenne und Marie de Blois. Der Vicomte bekam Pardon und seine Lehen zurück. Es wurde sogar zugegeben, dass, wenn der Papst ihn angegreife, Madame sich freue, wenn er sich selbst verteidige. Nur Raybaudet de Rémuzat und Etienne Augier, genannt Ferragut, wurden als Mörder von Adligen vom Frieden ausgeschlossen und zum Tode verurteilt.
Der zweite Vertrag wurde von Karl VI. von Frankreich, Clemens VII., Louis de Poitiers-Valentinois und Jean de Poitiers, Bischof von Valence, geschlossen. Unterzeichnet am 5. Mai 1392, wird er als „Ewiger Frieden von Saint-Rémy“ bezeichnet. Alix la Major erhielt Châteauneuf-de-Mazenc, Savasse und die Maut von Leyne zurück. Raymond de Turenne erhielt, um seine Truppen  entlassen zu können, 30.000 Franken und die Einkünfte der Abtei Montmajour in Pertuis. Clemens VII. musste schwören, Guillaume Roger de Beaufort, Alix la Major, Raimond und ihre Knechte nicht anzugreifen. Nur Tristan le Bâtard de Beaufort war aus dem Vertrag ausgenommen.

### Tristans Privatkrieg
Schwer enttäuscht von den Vereinbarungen, kehrte der Bâtard am 27. Dezember 1393 auf die drei Lehen im Valdaine zurück. Er begann nun auf eigene Rechnung Krieg zu führen. Um dem ein Ende zu setzen, kam Pierre Reynaud, der Superior der Franziskaner von Montélimar, nach Châteauneuf, um einen Waffenstillstand auszuhandeln. Tristan, ganz Grandseigneur, akzeptierte und gewährte gegen 150 Gulden einen Waffenstillstand von drei Monaten.
Das missfiel dem Papst als Oberhaupt der Stadt. Auf seinen Befehl kam Pons de Langeac, Rektor des Comtat, am 5. April nach Montélimar. Tristan erkannte einen Bruch des Waffenstillstands und nahm die Feindlichkeiten wieder auf. Am 26. Mai kam der Vizerektor des Comtats, Guiran VII. de Simiane, Herr von Caseneuve, mit neuen Truppen zum Entsatz. Am 2. Juni wurde Savasse eingekesselt und ergab sich eine Woche später. Am 9. Juni informierte Jacques de Montmaur, Gouverneur der Dauphiné, Tristan darüber, dass er im Namen des Königs von seinen Pflichten als Mauteinnehmer und Kapitän entbunden sei.
Am 11. Juni wurde eine Blockade um die Leyne-Maut gelegt, die vier Tage Widerstand leistete. Schließlich begann am 20. Juni die Belagerung von Châteauneuf. Am 2. September wurde unter den Fundamenten der Burg eine Grube gegraben.
Alles änderte sich am 16. September 1394, als Clemens VII. nach der Messe an einem Schlaganfall starb.
Drei Tage später, auf einfache Bitte von Jacques de Montmaur, stimmte Tristan zu, Châteauneuf zu räumen. Seine Soldaten konnten in der kommenden Nacht verschwinden. Er selbst ging unbesorgt nach Les Baux zu seiner Schwester Alix. Das hinderte ihn jedoch nicht daran, von Montélimar am 14. November ein Lösegeld zu fordern, weil er sein Adlernest verlassen hatte.
Es gab Verhandlungen, bis Tristan im Dezember 1394 ein Schreiben vom König von Frankreich erhielt, mit dem ihm vergeben wurde – die Räte Karls VI. zeigten extreme Nachsicht. Danach hört man nichts mehr von ihm.